# 拉迪奇
49°6′51″N 23°7′39″E / 49.11417°N 23.12750°E
拉迪奇（烏克蘭語：Радич），是烏克蘭西部的村落，隸屬利沃夫州桑比爾區圖爾卡市鎮，始建於1456年，面積1.4平方公里，海拔高度695米，2001年該村落人口453。